# Helmut Berndt
Ernst Helmut Berndt (Liberec, 17 giugno 1915 – Seesen, 30 aprile 1990) è stato un ostacolista e slittinista tedesco, campione mondiale nella specialità del singolo a Garmisch-Partenkirchen 1960.
Nato in Boemia, ha gareggiato per la Cecoslovacchia come Ernst sino al termine della seconda guerra mondiale, quando si trasferì nella Bassa Sassonia divenendo cittadino tedesco e da allora rappresentò la Germania Ovest utilizzando Helmut come primo nome.

## Biografia
Attivo dai primi anni 30 come ostacolista nell'atletica leggera, ha partecipato ai Giochi olimpici di Berlino 1936 dove gareggiò nei 400 metri ostacoli venendo eliminato nelle batterie iniziali. Nel 1935 e nel 1936 è stato inoltre campione cecoslovacco e del Sudetenland nella stessa disciplina.
Divenuto cittadino tedesco occidentale nel secondo dopoguerra, iniziò a praticare lo slittino negli primi anni 50 nella disciplina del singolo. In carriera ha partecipato a tre edizioni dei campionati mondiali conquistando in totale una medaglia d'oro. Nel dettaglio i suoi risultati nelle prove iridate sono stati, nel singolo: diciottesimo a Oslo 1955, settantesimo a Davos 1957 e medaglia d'oro a Garmisch-Partenkirchen 1960. 
Agli europei ha totalizzato invece quale miglior piazzamento il sedicesimo posto nel singolo, ottenuto nella rassegna di Hahnenklee 1955. Ha inoltre vinto il titolo nazionale nel 1958.
Ritiratosi dall'attività agonistica ricoprì importanti incarichi sia in seno alla Federazione Internazionale Slittino (FIL) che alla Federazione tedesca di bob, slittino e skeleton (BSD). Per la sua carriera sportiva nello slittino, nel 1961 Berndt è stato altresì insignito del Lauro d'argento, la più alta onorificenza tedesca in ambito sportivo, ricevuta direttamente dal presidente Heinrich Lübke.

## Palmarès

### Slittino

#### Mondiali
- 1 medaglia:
  - 1 oro (singolo a Garmisch-Partenkirchen 1960).

#### Campionati tedeschi
- 1 medaglia:
  - 1 oro (singolo a Triberg im Schwarzwald 1958).

### Atletica leggera
| Anno | Manifestazione  | Sede    | Evento   | Risultato | Prestazione | Note |
| ---- | --------------- | ------- | -------- | --------- | ----------- | ---- |
| 1936 | Giochi olimpici | Berlino | 400 m hs | Batterie  | 57"6        |      |